# Emiliano Zapata, Acatlán de Pérez Figueroa
Emiliano Zapata är en ort i Mexiko.   Den ligger i kommunen Acatlán de Pérez Figueroa och delstaten Oaxaca, i den sydöstra delen av landet, 290 km öster om huvudstaden Mexico City. Emiliano Zapata ligger 82 meter över havet och antalet invånare är 155.
Terrängen runt Emiliano Zapata är huvudsakligen kuperad, men söderut är den platt. Runt Emiliano Zapata är det ganska tätbefolkat, med 179 invånare per kvadratkilometer. Närmaste större samhälle är Acatlán de Pérez Figueroa, 12,1 km norr om Emiliano Zapata. Trakten runt Emiliano Zapata består huvudsakligen av våtmarker.